# گور پایین فیروزآباد
گور پایین فیروزآباد مربوط به دوره‌ای نامشخص است و در شهرستان زاوه واقع شده و این اثر در سال ۱۴۰۰ خورشیدی با شمارهٔ ثبت ۳۳۳۰۵ به‌عنوان یکی از آثار ملی ایران به ثبت رسیده است.